# San Bernardo del Viento
San Bernardo del Viento es un municipio colombiano ubicado en el departamento de Córdoba. Está situado sobre la costa norte de Colombia en la desembocadura del río Sinú en el mar Caribe y dista 78 km de la ciudad de Montería, la capital del departamento.

## División Político-Administrativa
Además de su Cabecera municipal. San Bernardo del Viento tiene bajo su jurisdicción los siguientes Centros poblados:
- Barbascal de Asturias.
- Villa clara
- Barcelona

- Camino Real
- Chiquí
- El Castillo
- José Manuel de Altamira
- Miramar
- Pajonal
- Paso Nuevo
- Playas del Viento
- San Blas de Junín
- San José de Las Cañas
- Santa Inés de Montero
- Tinajones
- Trementino
- Villa Fàtima

## Historia
En la época precolombina, los habitantes de la región pertenecían a la etnia Zenú. El primer asentamiento en tiempos del Virreinato de Nueva Granada fue establecido en la primera mitad del siglo XVIII, y más adelante el 28 de noviembre de 1776, Antonio de la Torre Miranda fue comisionado en el gobierno de Cartagena para que iniciara una expedición de colonización, y es cuando se proyectó el nuevo poblado a la margen izquierda del río Sinú.
Al municipio le fue reconocida existencia jurídica en el año de 1931 por ordenanza departamental No 31, que fue anulada por la oposición de Lorica; fue creado nuevamente por la ordenanza No 27 de 1932. En 1944 mediante la Ley No 22, se autorizó a la asamblea de Bolívar a crear el municipio de San Bernardo del Viento. Este municipio nació de forma distinta a de los otros municipios costeros, por estar ubicado a 8 km de la costa, lo cual se explica en sus orígenes como puerto fluvial, por la alta movilidad de embarque y desembarque de mercancía sobre el río Sinú, como puerta de entrada y salida al mar.
San Bernardo del Viento es el último municipio en el cauce del río Sinú y dentro de su territorio desemboca al mar Caribe a través de tres bocas que conforman dos deltas: la boca de Mireya, la del Centro y la de Corea. Actualmente ha desaparecido la navegación comercial, la cual fue remplazada por las vías troncales y los terciarios que interconectan a toda la costa norte de Colombia y el bajo Sinú.

## Geografía
Descripción Física
El territorio corresponde a un bosque seco tropical, con predominio de relieve bajo, baja altitud y alta temperatura, con un promedio de 30 °C, una humedad relativa del 80%, dos épocas de lluvias durante el año, entre abril – mayo y octubre – noviembre, en donde se precipita el 76% de la lluvia anual que es de unos 1.300 mm y una época de verano, que corresponde al resto del año. La mayor parte del territorio, al norte , sur y este, es plano, el resto presenta alturas cercanas a los 100 m s. n. m., posee 34,2 km de playas de los cuales algunos tramos presentan condiciones adecuadas para el turismo y ecoturismo.
Límites del municipio
Norte, con el Mar Caribe (Océano Atlántico); Este, con el municipio de San Antero; Sur, con el municipio de Lorica ; Oeste, con el municipio de Moñitos.

## Ecología

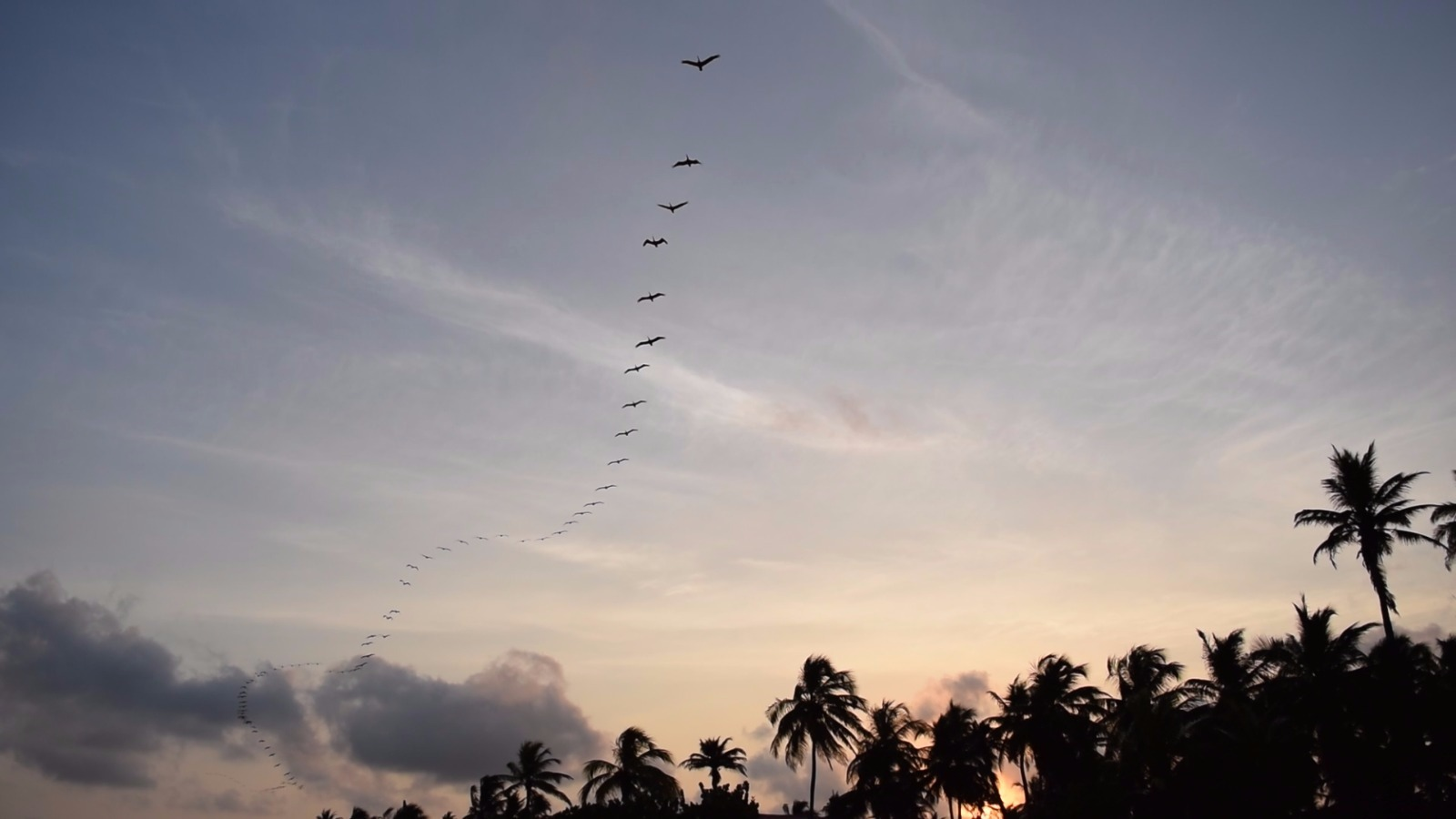
Aves en San Bernardo del Viento.

Antes de ser colonizado todo el territorio estaba cubierto de un bosque denso, formado por: árboles emergentes muy grandes y dispersos, que sobresalía del nivel general de la capa arbórea; árboles intermedios, que forman un continuo y una capa inferior que se hacía densa en algunos lugares. 
La vegetación característica de la zona está formada principalmente por una cubierta vegetal que comprende bosques, pastizales, arbustos, vegetación de pantano y cultivos de tipo permanente y transitorio. Los bosques son de tipo natural y corresponden bosque tropical seco, aunque existen áreas de reforestación. Durante la «estación» seca los árboles más grandes pierden las hojas, facilitando el ingreso de la luz solar a las capas bajas. 
Los pastos tienen el porcentaje más alto de uso del suelo con respecto al área total, es de carácter extensivo. Las condiciones del clima impiden el desarrollo de la agricultura, debido a la época seca que se prolonga la mayor parte del año. La actividad pecuaria se dedica a la cría y engorde de bovinos.
Otro tipo vegetación, es la de pantano, generalmente cerca de ciénagas o cauces de ríos o arroyos que desbordan su caudal en la época de lluvia.

### Manglar
Los bosques de manglar más importantes se encuentran en el delta de Cispatá, con un área de 6.832 ha en 1990, de las cuales 5.811 corresponden a mangle rojo (Rizophora mangle), 737 a de mangle bobo (Laguncularia racemosa), y 247 a de especies mixtas entre las que se encuentran mangle negro (Avicennia germinans), Zaragoza (Conocarpus erectus) y mangle piñuelo (Pellicera rhizophorae). Hoy en día todavía existe comercio de la madera de este árbol que sirven de sustento a algunas familias de la región sin que hasta el momento represente una amenaza el bosque (<240 ha año).

### Fauna
Se registran 221 especies de aves distribuidas en 170 géneros, 53 familias y 18 órdenes; 35 de ellas son migratorias; existen 2 subespecies, tal es el caso del chorlito piquigrueso (Charadrius wilsonius) y de la reina amarilla (Dendroica petechia). Tres especies están listadas como casi amenazadas: garza colorada (Agamia agami), vaco cabecinegro (Tigrisoma fasciatum) y chavarría (Chauna chavaria) y una especie, el chamón del Caribe (Molothrus armenti) figura como datos deficientes. Existen otras 3 especies casi endémicas de Colombia; el chavarría (Chauna chavaria), la esmeralda piquirroja (Chlorostilbon gibsoni) y el batará carcajada (Thamnophilus multiestriatus) y una endémica; la guacharaca caribeña (Ortalis gárrula).

## Economía
Agricultura

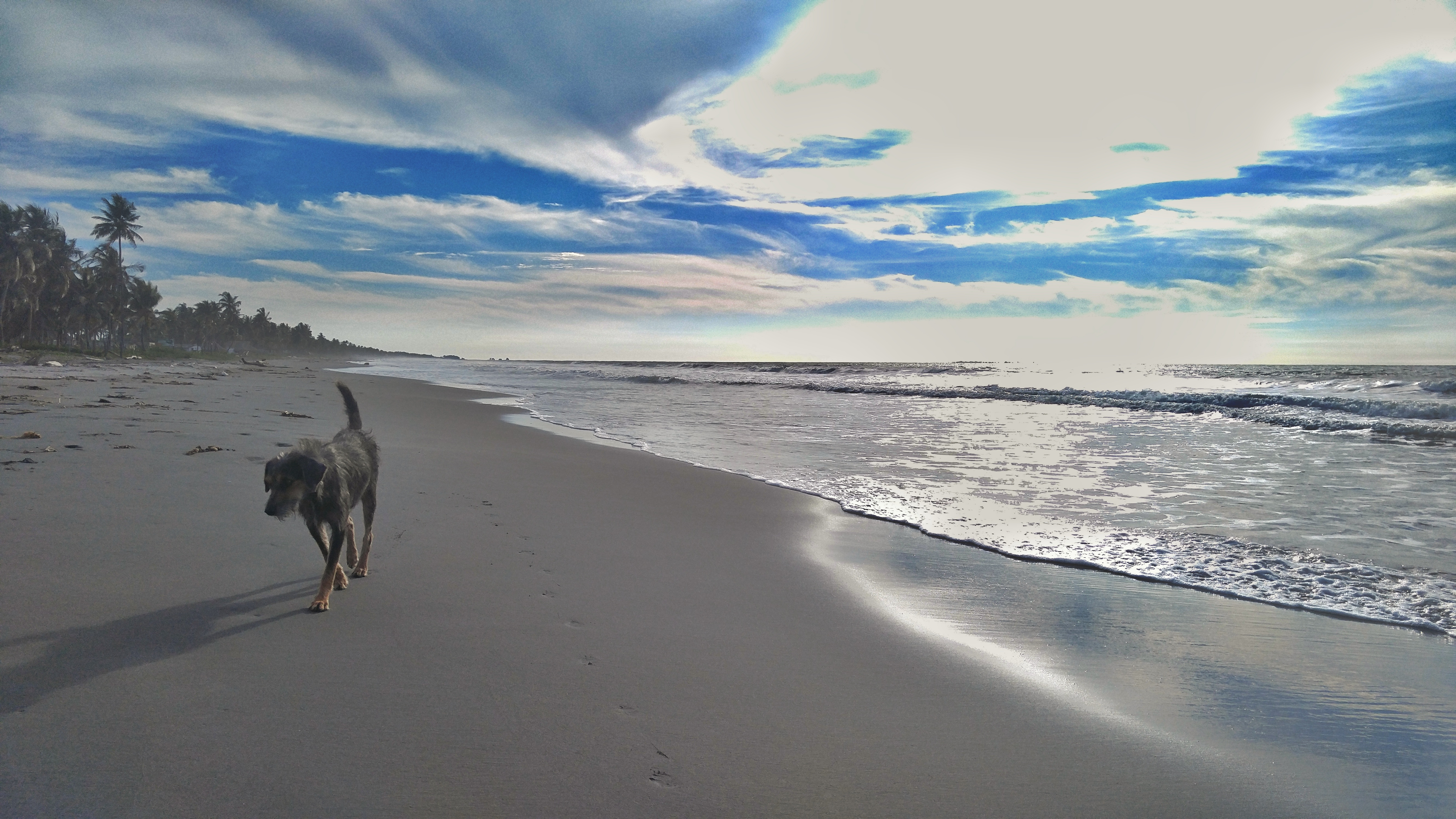
Las playas de San Bernardo del Viento son parte de su atractivo turístico.

Esta actividad ocupa la mayor cantidad de mano de obra no calificada, debido a que la agricultura no está tecnificada, solo el 87% del área cultivada con arroz se trabaja de forma semimecanizada (2018 ha); el resto de los cultivos son trabajados en forma tradicional como el maíz, sorgo, plátano, yuca, ñame, cítricos, mango y coco.
Ganadería
Existe un total de 21.510 ha cubiertas de pasto, entre los que están colosuana, angletón, Brachiaria y castelar. La explotación ganadera es de tipo extensivo, no tecnificada y está dedicada primordialmente al ganado bovino de doble propósito (carne y leche), pero baja calidad genética con un prromedio de 2,7 L de leche por animal.
Pesca
La pesca se realiza en la zona costera, en las ciénagas, el río Sinú y los arroyos del territorio, la explotación es artesanal y abastece el consumo local. Sin embargo, la producción es escasa por la presencia de barcos pesqueros en zonas aledañas y la pesca industrial de camarón que con las redes de micro-pequeña destruyen los alevinos de otras especies.
Silvicultura
La explotación forestal se basa en la madera de mangle. La zona de manglar se ha visto disminuida por la concentración salina, la sedimentación de los arroyos que conducen el agua dulce a los estuarios o las ciénagas y los agroquímicos. También se explota amenor escala el dorado, la palma de vino y la palma amarga, básicamente para la adecuación de viviendas.
Comercio
La actividad comercial se centra en el área urbana del municipio o sea urbana, constituido por numerosos establecimientos como almacenes de calzado y textiles, droguerías, licoreras, insumos agropecuarios, repuestos para vehículos, pescados, talleres de mecánica, discotecas, billares y depósitos al por menor de compra y venta de arroz. 
Turismo
El municipio de San Bernardo del Viento, tiene 34.2 km de playas, la zona delta, la zona de manglares y algunos remanentes de flora y fauna en el caño Fajardo pueden ser aprovechados para el ecoturismo. Existe una oferta hotelera de 14 sitios de tipo cabaña, sin embargo existe limitación por la deficiencia en los servicios públicos.

## Vías de comunicación
La red vial del municipio tiene una longitud de 135 km. Para llegar de Lorica a San Bernardo del Viento es necesario cruzar el río Sinú por un puente de cemento alto de un solo carril.

## Servicios públicos
- Energía Eléctrica: Afinia, del grupo EPM, es la empresa prestadora del servicio de energía eléctrica.
- Gas Natural: Surtigas es la empresa distribuidora y comercializadora de gas natural en el municipio.